# Sambuci
Sambuci là một đô thị ở tỉnh Roma trong vùng Latium của Ý, có cự ly khoảng 35 km về phía đông của Roma. Tại thời điểm ngày 31 tháng 12 năm 2004, đô thị này có dân số 882 người và diện tích là 8,2 km².
Sambuci giáp các đô thị: Castel Madama, Cerreto Laziale, Ciciliano, Saracinesco, Vicovaro.